# Cefotaksym
Cefotaksym, (łac. Cefotaximum) – półsyntetyczny antybiotyk będący cefalosporyną III generacji o działaniu bakteriobójczym do stosowania pozajelitowego. W przeciwieństwie do innych pozajelitowych cefalosporyn III generacji jest metabolizowany, w wyniku czego powstaje czynny metabolit – deacetylocefotaksym. Cefotaksym należy do najbardziej aktywnych cefalosporyn wobec bakterii Gram-dodatnich.

## Spektrum działania
- Staphylococcus aureus
- Staphylococcus epidermidis
- Streptococcus pyogenes grupy A
- Streptococcus agalactiae grupy B
- Streptococcus pneumoniae
- Neisseria meningitidis
- Neisseria gonorrhoeae
- Enterobacteriaceae – zwłaszcza wobec:
  - Klebsiella pneumoniae
  - Proteus vulgaris
- Haemophilus influenzae
- beztlenowe ziarenkowce Gram-dodatnie
- beztlenowe pałeczki Gram-ujemne

Cefotaksym wykazuje największą aktywność wobec gronkowców spośród cefalosporyn III generacji.

## Mechanizm działania
Blokuje biosyntezę ściany komórkowej bakterii.

## Wskazania
- zakażenia dolnych dróg oddechowych, w tym zapalenie płuc
- zakażenia układu moczowego
- rzeżączka
- zakażenia w obrębie miednicy mniejszej
- sepsa i bakteriemia
- zakażenia skóry i tkanek miękkich
- zakażenia wewnątrz jamy brzusznej, w tym zapalenie otrzewnej
- zakażenia OUN, w tym zapalenie opon mózgowo-rdzeniowych
- profilaktyka zakażeń w okresie okołooperacyjnym

## Przeciwwskazania
- nadwrażliwość na cefalosporyny

Ostrożnie u chorych:
- z nadwrażliwością na penicyliny – możliwość wystąpienia reakcji krzyżowej
- z niewydolnością nerek
- z chorobami przewodu pokarmowego
- w podeszłym wieku
- przyjmujących równocześnie aminoglikozydy lub silnie działające leki moczopędne

## Działania niepożądane
- reakcje miejscowe:
  - zapalenie żyły po podaniu dożylnym
  - stwardnienie i tkliwość uciskowa po podaniu domięśniowym
- nadwrażliwość:
  - osutka
  - świąd
  - pokrzywka
  - skurcz oskrzeli
  - gorączka
- zaburzenia żołądkowo-jelitowe:
  - biegunka
  - nudności, wymioty
  - rzadko rzekomobłoniaste zapalenie jelit
- przejściowe zwiększenie aktywności aminotransferaz i fosfatazy zasadowej
- przejściowe zwiększenie stężenia kreatyniny we krwi
- zmiany w obrazie krwi:
  - leukopenia
  - neutropenia
  - granulocytopenia
  - eozynofilia
  - niedokrwistość hemolityczna
  - małopłytkowość
- ból głowy
- nadkażenia Candida

## Preparaty
- Biotaksym
- Rantaksym
- Tarcefoksym
- Claforan